# Алкман
Алкман (Грчки: Ἀλκμάν; fl. 7. век пре нове ере) био је старогрчки лирски песник из Спарте. Он је најранији представник Александријског канона Девет лирских песника.

## Биографија
Датирања година за важне догађаје у Алкмановом животу је упитно, али он је вероватно био активан у касном седмом веку пре нове ере. Име његове мајке није познато; његов отац се можда звао или Дамас или Титар. Алкманова националност била је спорна још у антици. Записи античких аутора често су изведени из биографских читања њихове поезије, а детаљи су често непоуздани. Антипатар Солунски је писао да песници имају „многе мајке“ и да су континенти Европе и Азије тврдили да је Алкман њихов син. Често се претпоставља да је рођен у Сарду, главном граду древне Лидије, енциклопедија Суда тврди да је Алкман заправо био Лаконац.
Неки савремени научници бране теорију о његовом лидијском пореклу на основу језика неких фрагмената или садржаја његових дела. Међутим, Сард из 7. века пре нове ере био је космополитски град. Имплицитне и експлицитне референце на лидијску културу могу бити начин да се девојке опишу као модерне.
Његова поезија сачувана је у цитатима других античких аутора и на фрагментарним папирусима откривеним у Египту. Његова поезија је настала на локалном дорском дијалекту са хомерским утицајима. На основу сачуваних фрагмената, његова поезија је углавном обухватала химне, а чини се да је састављена у дугим строфама састављеним од редова у неколико различитих метара.
У антици је било шест књига Алкманове хорске поезије (око 50-60 песама), али су изгубљене на прагу средњег века.